# Чиксерри
Чиксе́рри (итал. Cixerri) — итальянская река в провинции Южная Сардиния на юге Сардинии. Длина реки — 40 км.

## География
Исток Чиксерри расположен на горе Монте-Кроккорига, на высоте 313 м над уровнем моря. Впадает в водохранилище Чиксерри к северу от Иглезиаса, а затем вытекает из него и течёт на восток. Притоки впадают в Чиксерри к северу от Вилламассарджа и к югу от Музеи, затем река протекает мимо Силикуа, где в неё впадает ещё один приток с юга. Впадает в озеро Кальяри недалеко от устья реки Флумини-Манну близ Ассемини.

## Гидрология
Как и все водотоки Сардинии, Чиксерри является рекой с преобладанием дождевого питания и большими перепадами стока от максимального стока порядка 100 м³/с (случается примерно раз в 100—200 лет) до минимального почти полного пересыхания в верховьях реки. Ниже водохранилища Чиксерри река имеет более регулярное течение.